# فهرست سمندرهای ایران
| نام                 | نام علمی                          | زیستگاه | محدوده جغرافیایی                              | نگاره |
| سمندر آذرین         | Salamandra salamandra             | زمین زی، در مکان‌های مرطوب، سایه دار در گودال‌ها، بوته‌های زیر درختان بزرگ و زمین‌های جنگلی موجود در میان صخره‌ها زندگی می‌کند. به ندرت وارد اب می‌شود و شناگر ضعیفی است. در شب یا بعد از بارندگی دیده می‌شود. | کردستان                                       |       |
| سمندر جویباری ایران | Batrachuperus persicus            | جویبارهای مناطق کوهستانی | آمل                                           |       |
| سمندر تاجدار شمالی  | Triturus Cristatus Laurent        | - | -                                             |       |
| سمندر گرگانی        | Batrachuperus Gorganensis Clergue | غارها و رودخانه‌ها | رشته کوه‌های البرز مابین گرگان و علی‌آباد       |       |
| سمندر لرستانی       | Neurergus kaiseri                 | جویبارها و چشمه‌های کوچک واقع در تپه‌های غربی رشته کوه‌های زاگرس که ارتفاع تقریبی آن‌ها بین ۳۰۰ تا ۵۰۰ متر و دارای پوشش گیاهی اندکی از بلوط می‌باشند.                                                       | شمال شهبازان اندیمشک در خوزستان و جنوب لرستان |       |
| سمندر نواری ابرودار | Triturus Vittatus Ophryticus      | - | مرز ایران و ترکیه                             |       |